# روابط اسرائیل و کره جنوبی
روابط اسرائیل و کره جنوبی به روابط دیپلماتیک، تجاری و فرهنگی اسرائیل و کره جنوبی اشاره دارد. کره جنوبی از سال ۱۹۴۸ روابط خود را با اسرائیل حفظ کرده‌است و در سال ۱۹۶۲ هر دو کشور روابط رسمی دیپلماتیک را آغاز کردند. اسرائیل و کره جنوبی علاقه‌مند شده‌اند که روابط را در همه زمینه‌ها، به ویژه دفاع، بلکه انرژی‌های تجدید پذیر، علوم و فناوری و تجارت دوجانبه تقویت کنند. اسرائیل و کره جنوبی در سال ۲۰۲۱ یک توافق‌نامه تجارت آزاد امضاء کردند.

## تاریخ اولیه
کره و اسرائیل روابط رسمی دیپلماتیک را در ۱۰ آوریل ۱۹۶۲ برقرار کردند. با این حال، روابط بلافاصله پس از آغاز جنگ کره در سال ۱۹۵۰ آغاز شد. دیوید بن گوریون، نخست‌وزیر وقت اسرائیل، از اعزام نیروهای اسرائیلی برای پیوستن به نیروهای سازمان ملل در کره حمایت کرد. با این حال، حزب سیاسی ماپام با این اقدامات مخالف بود زیرا روابط با کره شمالی را نسبت به جنوب ترجیح می‌داد. به عنوان مصالحه، دولت به جای اعزام نیرو، ۱۰۰٬۰۰۰ دلار تجهیزات پزشکی و غذایی برای دولت کره جنوبی ارسال کرد.
قطعنامه جنگ کره روابط اسرائیل و کره جنوبی را تقویت کرد. اسرائیل سیاست همسو با ایالات متحده و سازمان ملل متحد را تغییر داد. این رابطه کمتر از دو سال پس از تأسیس هر دو کشور آغاز شد.

## روابط تاریخی
اسرائیل در اوت ۱۹۶۴ سفارت خود را در سئول افتتاح کرد. اسرائیل به کره جنوبی در ایجاد زیرساخت‌ها در زمینه‌های کشاورزی، آب و صنعت امنیت کمک کرد. ارتش کره جنوبی مقادیر زیادی سلاح اسرائیلی از جمله یوزیی خریداری کرد. در سال ۱۹۶۶، هیئت‌های نمایندگی از هر دو کشور از یکدیگر دیدار کردند.
در فوریه ۱۹۷۸، دولت اسرائیل سفارت خود را در سئول بست. بحران نفت ۱۹۷۳ و بحران انرژی ۱۹۷۹ بر سیاست‌های دولت کره جنوبی در قبال اسرائیل تأثیر گذاشت. به‌طور موقت، کره جنوبی شروع به طرفداری از همسایگان اسرائیل نسبت به کشور اسرائیل کرد.
کره جنوبی پس از یک دوره روابط عادی و سرد بین اسرائیل و همسایگانش، بازگشایی سفارت اسرائیل را در سال ۱۹۹۲ تصویب کرد. دو کشور به زودی توافق‌نامه‌هایی برای تقویت همکاری در صنعت هواپیما و موسسه وایزمن امضاء کردند.

## دنیاگیری کووید-۱۹
به دلیل دنیاگیری کووید-۱۹، به بیش از ۱۰۰۰ گردشگر کره جنوبی دستور داده شد که از مکان‌های عمومی خودداری کنند و در هتل‌های خود در انزوا بمانند. ارتش اسرائیل قصد خود را برای قرنطینه کردن اتباع کره جنوبی به یک پایگاه نظامی اعلام کرد. بسیاری از کره جنوبی‌های باقیمانده توسط هتل‌ها رد شده و مجبور شدند شب‌ها را در فرودگاه بن گوریون بگذرانند. متعاقباً یک روزنامه اسرائیلی شکایت کره ای را منتشر کرد مبنی بر اینکه «اسرائیل با گردشگران [کره ای و سایر آسیایی] مانند ویروس کرونا رفتار می‌کند». کانگ کیونگ-وای وزیر خارجه کره جنوبی پاسخ اسرائیل را «بیش از حد خشن» توصیف کرده‌است. دکتر بهداشت هگای لوین، متخصص بهداشت گفت که سیاستمداران اسرائیلی ممکن است برای تحت تأثیر قرار دادن رای‌دهندگان تلاش بیش از حد کنند.